# Claudine Muno
Claudine Muno (n. 2 iulie 1979 în Luxemburg) este un muziciană și scriitoare luxemburgheză.